# X-akták
Az X-akták egy népszerű amerikai televíziós sci-fi sorozat. Műfajilag a sci-fi, a thriller és a politikai dráma között mozog.
Kilenc évadot ért meg 1993-tól 2002-ig, két mozifilmet, amelyek 1998-ban az X-akták – Szállj harcba a jövő ellen (The X-Files), illetve 2008-ban az X-akták: Hinni akarok (The X-Files: I Want to Believe) címmel jelentek meg, illetve 2016-ban a 10. évad és 2018-ban a 11. évad. A sorozat sikere nem kis mértékben volt köszönhető a két főszereplő, David Duchovny (Fox William Mulder) és Gillian Anderson (Dana Katherine Scully) játékának.
Duchovny és Anderson két Szövetségi Nyomozóiroda-ügynököt alakít, akik paranormális jelenségek kivizsgálásával foglalkoznak. A cselekmény főként UFO-összeesküvés-elméletek és magas szintű kormányon belüli titkok és leleplezések körül bonyolódik. A szereplők nagy része FBI-os, e köré épül a sorozat misztikuma. A sorozat szlogenje: „Az igazság odaát van” (The Truth Is Out There) azóta szállóigévé vált. De a „Ne bízz senkiben” (Trust No One), a „Higgy a hazugságban” (Believe the Lie), a „Mindent tagadni” (Deny Everything) és a „Hinni akarok” (I Want to Believe) egyaránt megtalálható mottók az X-akták epizódjaiban.
Az eredeti sorozat a 4. évadig eljutva Magyarországon először a Közszolgálati MTV1 csatornán volt látható a 90-es évek közepén (1995-2000), majd a későbbi időkben a Viasat 3 (2002-2005), a Sorozat+, a Cool TV, és a Viasat 6 is műsorára tűzte. (Utóbbi 3 csatorna már csak ismételte a sorozatot.) A Viasat 2002-2004 között az 5. évadtól vetítette tovább a sorozatot, de zavaró módon újrakezdődő epizódszámlálással és ekkoriban sokan csak az 5. évadtól ismerték meg a sorozatot. Az 5.-6. évadot egy "Kulisszák mögött" werkfilmmel együtt 43 résznek jelölte, majd a 7. szezon indulásánál már 140. résztől jelölte a sorozat vetítését és ez egybeesett újabb szinkronstúdió-változtatással. Közkívánat által 2004-ben hozta vissza a korábbi 4 évadot, ami újabb zavart okozott a vetítésekben. Időközben a 4. évad szinkronja ismeretlen okból elveszett, 3 évad kétszeres vetítése közben a Viasat új szinkront rendelt, végül az ismétlések elhúzódásával és a sorozat csökkenő érdekeltségével a 9. évad lezárása után a 4. évadot vetítette utoljára a csatorna. Később a többi TV-csatorna egyben vásárolta meg a sorozatot és így nem adódtak logikai problémák a vetítésben.
Az MTV 1 a régi korhatár-szabályozásunk alatt 14 éven felülieknek sorolta be a sorozatot, amit bírálat alá állított az ORTT. 1999-ben jogerős határozat szerint szigorúan csak felnőtteknek ajánlva és 23 órától lehetett folytatni a vetítését. Az MTV a 4. szezonig vetítette a sorozatot, később 2002-ben a Viasat 3 TV folytatta. A Viasat 2002. február 5.-én kezdte vasárnap esti "Rémségek éjszakája" blokkban a Roswell ismétlésével és a Buffy második szezonjával együtt. Illetve csütörtöki esténként és cenzúrázva csütörtöki délutánonként megismételte a heti részeket. Az említett határozat következtében a Viasat eleinte többféle időponttal saját vágott és vágatlan formában is vetítette az 5. szezont, majd a 6. szezontól - a 2002. évi új korhatár-szabályozás ellenére - már végleg csak 18-as korhatárral vetítette az egész sorozatot. (Egy véletlen kivételt képezett 2004-ben 16-os karikával a Duanne Berry c. epizód a 2. szezonból.) 2004. évi országos felülvizsgálat által 16-os korhatárral vetíthető, illetve a Sorozat+ és a Cool TV román szabályozás alatt 15-ös korhatárral vetítette.
2015 márciusában a FOX bejelentette, hogy 6 új epizód készül "The X Files: Revival" címmel - méghozzá az eredeti szereplőkkel. (Sok helyen mégis hibásan a régi sorozat 10. évadjaként szignifikálták.) A forgatások nyáron kezdődtek, a bemutatásra 2016. január 24-én került sor. Az új sorozat Magyarországon a Cool TV műsorán látható egy nappal az eredeti premiert követően, január 25-én. Sikerre és lezáratlanságra való tekintettel a Revival kapott egy 2. szezont 10 résszel, végül a koronavírus miatt a mai napig lezáratlan maradt. Először még a Cool TV is új sorozatként hirdette be, de később tévesen átkeresztelte 10. és 11. szezonra. Az új sorozat második felvonását az RTL is levetítette 16-os korhatárral.

## Szereplők

### Főszereplők
| Szerepnév                 | Színész(nő)      | Magyar Hang                        |
| ------------------------- | ---------------- | ---------------------------------- |
| Fox William Mulder        | David Duchovny   | Rékasi Károly                      |
| Dr. Dana Katherine Scully | Gillian Anderson | Náray Erika (1–4., 7–11. évad)     |
| Dr. Dana Katherine Scully | Gillian Anderson | Györgyi Anna (5–6. évad)           |
| Walter S. Skinner         | Mitch Pileggi    | Varga Tamás (1. évad)              |
| Walter S. Skinner         | Mitch Pileggi    | Varga T. József (2–4., 7–11. évad) |
| Walter S. Skinner         | Mitch Pileggi    | Barbinek Péter (5–6. évad)         |
| John Doggett              | Robert Patrick   | Bozsó Péter                        |
| Monica Reyes              | Annabeth Gish    | Orosz Anna                         |

#### Fox Mulder

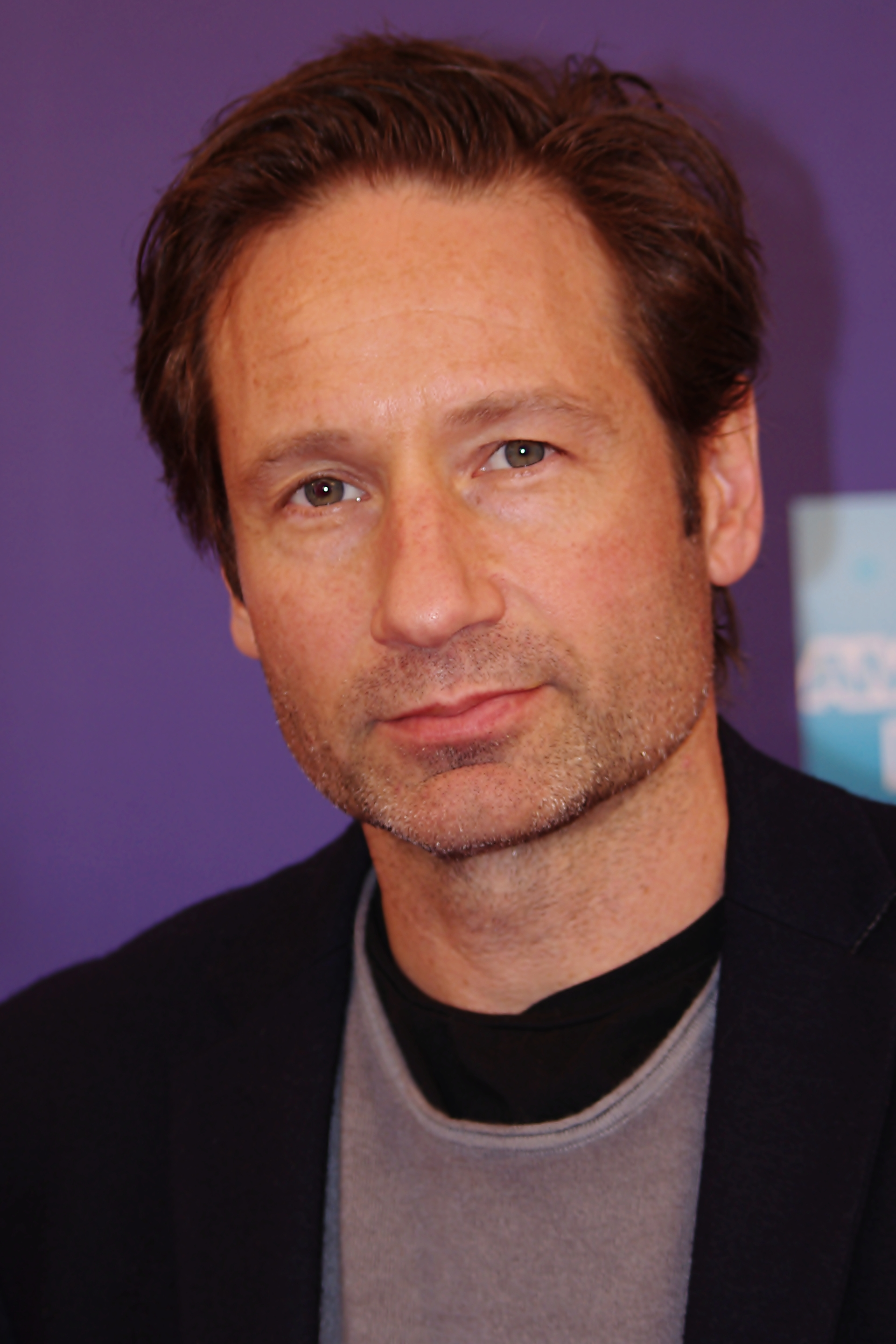
Fox Mulder különleges ügynök szerepében David Duchovny látható

Mulder a Szövetségi Nyomozóiroda ügynöke, aki Oxfordban végzett pszichológusként, ahol írt egy dolgozatot a sorozatgyilkosok és a paranormális lények kapcsolatáról. Angliai tanulmányait befejezve visszatért az Egyesült Államokba, ahol a Szövetségi Nyomozóiroda kötelékébe lépett, és a gyilkossági csoport egyik legjobb analitikusává vált. Ezt követően beleásta magát a paranormális, UFO-tevékenységgel és okkultizmussal foglalkozó akták gyűjteményébe, az ún. X-aktákba. 

Érdeklődése az UFO-tevékenységek iránt egy gyermekkori élményére vezethető vissza, amikor 12 évesen tanúja volt, amikor húgát elrabolja egy intenzív „fehér fény”, ennek hatására Mulder képtelen volt mozdulni, és segíteni neki.  1989-ben egy közeli munkatársa, Dr. Heitz Werber elvégzett rajta egy regresszív hipnózist, melynek során visszament húga elrablásának éjszakájára. Mikor azonban a titkos kormányzati anyagokhoz nem tudott hozzáférni, ráeszmélt, hogy valaki információkat tart vissza tőle. Kutatásai következtében veszélybe került munkája, melyet csak a képviselőházi kapcsolatai (Richard Matheson szenátor, aki bizonyítékot akar a földönkívüliek létezésére) révén tudott megtartani. Ezt követően tűzte ki maga elé célját, hogy leleplezi az amerikai kormány titkos tevékenységeit.

#### Dana Scully

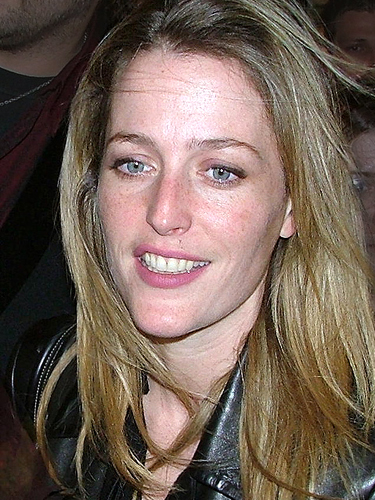
Dana Scully különleges ügynököt Gillian Anderson alakítja

Muldert munkájában Dana Scully különleges ügynök segíti, akit szülei eredetileg orvosnak szántak, szakdolgozatát fizikából írta Einstein ikerparadoxona új megvilágításban címmel. Miután megszerezte diplomáját azonnal belépett az FBI-hoz, mert itt saját bevallása szerint jobban tudta kamatoztatni képességeit. Azzal a céllal rendelik Mulder ügynök mellé, hogy képzettsége lévén készítsen tudományos értékelést a Mulder által vezetett nyomozásokról. 

Kezdeti szkepticizmusa révén tudományos magyarázatot próbál adni az esetekről, azonban a későbbi évadokban, személyes tapasztalatai után (a kormány lehallgatja, elrabolják az idegenek, módosítják a génállományát, Fox Muldertől született gyermekét földönkívüli DNS-sel fertőzik meg) ő is hinni kezd a paranormális tevékenységekben és a földönkívüliek létezésében, így Mulder oldalára áll.

#### Walter Skinner
Walter Sergei Skinner az FBI egyik igazgatóhelyettese volt, aki alá az X-akták is tartoztak. Skinner igazgatóhelyettes kifogásolta Mulder elméleteit és nyomozási stílusát, mely az első évad 20. részében (Gumiember 2.) ahhoz vezetett, hogy elengedjék Eugene Toomst, egy Mulder által elfogott paranormális erővel rendelkező sorozatgyilkost, reális bizonyítékok híján.
Azonban többször is segítette a két ügynök munkáját. Miután Scullyt elrabolták, majd idegen DNS-sel fertőzték meg, Mulder arra kéri, hogy szervezzen meg találkozót közte és a Cigarettázó Férfi között, ő ezt a hivatalban elutasítja. Később azonban a nyomozó kézhez kapott egy cigarettás dobozt, amelyben megtalálta a Cigarettás címét. 
A második évad utolsó részében egy hacker, a Gondolkodó, betört a Védelmi Minisztérium hálózatába, és letöltötte az idegenek létezésére vonatkozó anyagokat. Az ebből készült kazettát átadta Muldernek, azonban az navajo nyelven íródott, így az ügynök egy szakember segítségére szorult, a Cigarettás katonái pedig üldözni kezdték. Végül Skinner ragaszkodott hozzá, hogy nála legyen a kazetta, amit végül elloptak tőle. Ennek ellenére sarokba szorította a Cigarettást, mondván, hogy a navajo kódfejtő elolvasta a kazettát és továbbadta azt a törzsében. Megfenyegeti a Cigarettázó Férfit, hogyha Muldernek vagy Scullynak bármi baja esik, akkor leleplezi az egész társaságot.
Ügynökei védelméért többször próbáltak gyilkosságot megkísérelni ellene, mint az harmadik évad Piper Maru című részében, vagy gyilkosság gyanúját terelni rá, vagy nanorobotokkal fertőzni a vérét, melyek szívinfarktushoz vezetnek.

#### John Doggett

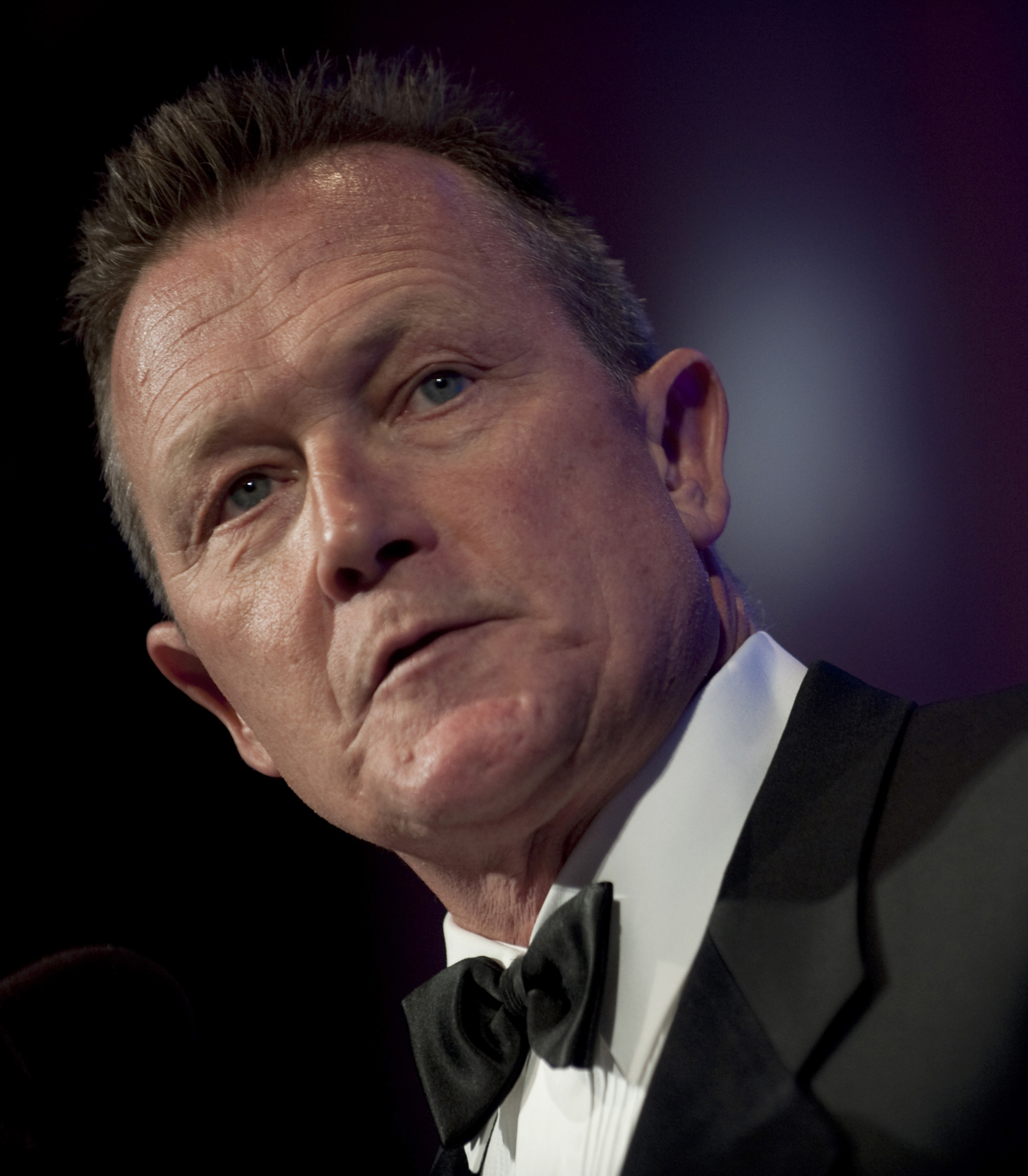
John Doggett különleges ügynök szerepében Robert Patrick

John Doggett ügynök a nyolcadik évadtól vált a sorozat részévé, amikor Kersh társigazgató megbízta Fox Mulder megtalálásával, miután a különleges ügynököt elrabolták az idegenek. A nyomozás azonban csak látszat volt, az igazgató megtiltotta Skinner igazgatóhelyettesnek és Scully ügynöknek, hogy bármit eláruljanak Mulder elrablásáról. Doggett mégis Fox nyomába eredt, azonban képtelen volt előkeríteni az ügynököt. Ezt követően Kersh az X-aktákhoz osztotta be, mint Dana Scully társa.
Doggett, mielőtt az FBI kötelékeibe lépett, az Amerikai Haditengerészetnél szolgált, 1982 és 1983 között Libanonban volt békefenntartó, majd belépett a New York-i rendőrséghez.
Az X-aktáknál Scully társaként folytatták a paranormális tevékenységek utáni nyomozásokat, majd Doggett megígérte Danának, hogy segít neki megtalálni korábbi társát, amiről Skinner igazgatóhelyettes is biztosítja Danát. Miután Fox előkerül, súlyosan fertőzve egy földönkívüli vírussal, Kersh társigazgató elő akarja léptetni Johnt, és eltávolítani az X-akták mellől, azonban miután Mulder felépül, Kersh visszautasítja visszatérési kérelmét. A nyolcadik évad 18. részében a „Mostantól Te vagy itt a főnök” kíséretében Mulder otthagyja Doggettet az irodában, és civilként segíti tovább Dana és Doggett munkáját.

#### Monica Reyes

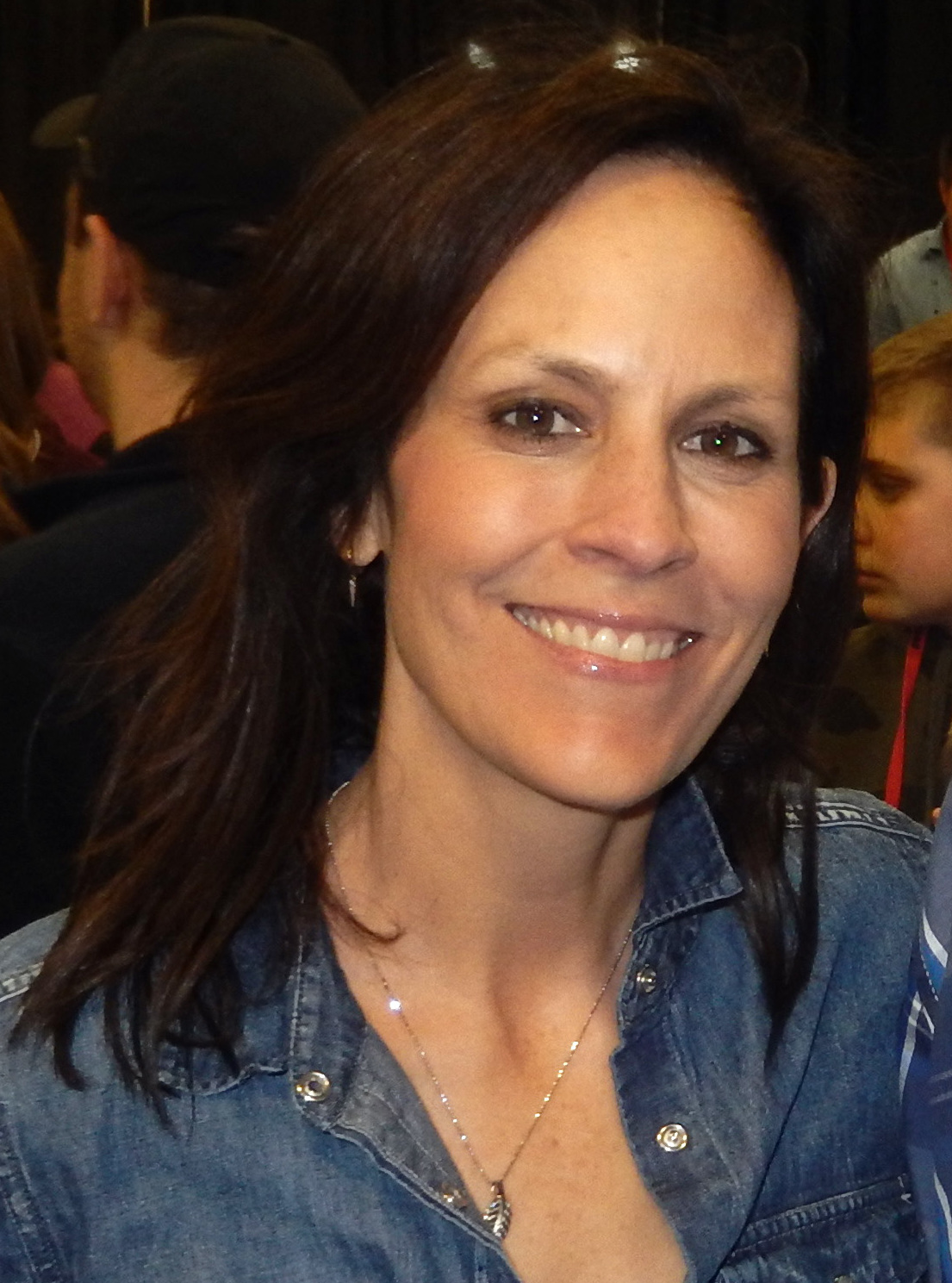
Monica Reyes különleges ügynök szerepében Annabeth Gish

Monica Reyes különleges ügynök a nyolcadik évadban jelent meg először, az évad tizenötödik részében („Ez nem lehet igaz”).

Az Egyesült Államokban született, azonban Mexikóban nevelkedett, igazi szülei kilétére sosem derült fény. Miután visszatért az Államokba, a Rhode Island-i Brown Egyetem hallgatója lett, folklorisztika és mitológia szakon végzett. Ezt követően lépett az FBI kötelékébe, először a New York-i és a New Orleans-i FBI-irodákban dolgozott. Doggett ügynök ösztönzésére csatlakozott az X-aktákhoz, Reyes korábban Doggett fiának eltűnési ügyén dolgozott.
Miután Scully a szülés miatt eltávozott az X-aktáktól, Doggett-tel kettesben nyomoznak a paranormális tevékenységek után. Míg Doggett szkeptikus, addig Reyes hisz a megmagyarázhatatlanban, mint a számmisztika erejében. Az ügynöknő egy találkozáskor mindig megkérdezi a születési dátumot, így képet alkotva a személy jelleméről.

### Visszatérő szereplők
Lásd még: Szindikátus
| Színész          | Szerep                                           | Magyar hang                                                                      | Megjelenései (évad) |
| ---------------- | ------------------------------------------------ | -------------------------------------------------------------------------------- | ------------------- |
| William B. Davis | A Cigarettázó Férfi, a Szindikátus tagja         | Pataky Imre (1x21) Szokolay Ottó (1x22) Cs. Németh Lajos (2–11)                  | 1–7, 9–11           |
| John Neville     | Az Ápolt Körmű Férfi, a Szindikátus tagja        | Versényi László                                                                  | 3–5                 |
| Jerry Hardin     | Deep Throat, Mulder első informátora             | Dobránszky Zoltán                                                                | 1, 3–4, 7           |
| Steven Williams  | X, Mulder második informátora                    | Vass Gábor (2. évad, kivéve 17. rész) Melis Gábor (2x17)                         | 2–5, 9              |
| Laurie Holden    | Marita Covarrubias, Mulder harmadik informátora  |                                                                                  | 4–7, 9              |
| Nicholas Lea     | Alex Krycek                                      | Selmeczi Roland                                                                  | 2–9                 |
| Brian Thompson   | idegen fejvadász                                 | Megyeri János (2x16) Varga Tamás (2x17)                                          | 2–8                 |
| Chris Owens      | Jeffrey Spender ügynök                           |                                                                                  | 5–6, 9, 11          |
| Mimi Rogers      | Diana Fowley ügynök                              |                                                                                  | 5–7                 |
| Tom Braidwood    | Melvin Frohike, a Magányos Harcosok tagja        | Wohlmuth István (1. évad) Varga Tamás (2. évad)                                  | 1–9                 |
| Dean Haglund     | Richard Langly, a Magányos Harcosok tagja        | Fazekas István (1. évad) Németh Gábor (2x3) Várkonyi András (2x8)                | 1–9                 |
| Bruce Harwood    | John Fitzgerald Byers, a Magányos Harcosok tagja | Lux Ádám (1. évad) Fazekas István (2x3) Wohlmuth István (2x8) Imre István (2x18) | 1-9                 |

## Története

### A sorozat előtti szinopszis

#### Történelem előtti idők
A Mulder és Scully ügynök nyomozásai során tapasztalt földönkívüli tevékenységek magyarázatául, a történet forgatókönyvírói, John Shiban, Vince Gilligan, Frank Spotnitz (illetve alkalmanként a rendező, Chris Carter) megalkotott egy alternatív földi őstörténetet, mely szerint az ún. kolonisták, a sorozat egyetlen civilizált földönkívüli faja, volt a Föld eredeti őslakosa, akik az legutóbbi jégkorszak után voltak kénytelenek elhagyni a bolygót (de a sorozat szerint később, 2012-ben, amikor a maja naptár véget ér, ismét visszatérnek, hogy visszaszerezzék a Földet az emberi fajtól).
350 ezer évvel ezelőtt két ősember behatol egy barlangba egy három lábujjú nyomot követve, ahol rátalálnak egy szürke bőrű idegenre, a kolonisták egyik tagjára, aki végez az egyik emberrel, de a másik végez a lénnyel. Ezt követően egy, a Fekete Olajként ismert anyag tör elő az idegenből, mely végül végez a másik emberrel.
250 ezer évvel ezelőtt, a kolonistáktól független egy földönkívüli organizmus csapódik be egy meteorral a mai alaszkai Icy Cape közelében. Ez a lény egy szalagféreghez hasonlatos állat a fejnyaki részen szívókorongokkal és horgokkal, melyekkel egy másik élőlénybe behatolva rátapad annak hipotalamuszára, ahol élelemszerzés céljából azt túlzott acetilkolin-termelésre sarkallva agresszív viselkedést eredményez. A fertőzöttség jele a korai stádiumában a testfelületen (főleg a hónaljárok környékén) jelentkező fekete hólyagok és a megduzzadt nyirokcsomók. Egy élőlénybe került két különböző féreg lárvája azonban elpusztítja egymást a gazdatestben.

#### Jelenkor
Az előemberekkel való összeütközés után, 1300 környékén az anasazi kultúra eltűnése, azaz a pueblo indiánok kipusztulása volt a következő jelentős esemény. A sorozat története szerint a kultúra hirtelen eltűnését egy földönkívüli támadás okozta. A sorozatban később Albert Hosteen navajo kódfejtő kifejti ezt a 14. században történt eseményt, mikor azt állítja, hogy az anasazi törzset elrabolták az idegenek.
Ezt követően a 19. századig nincs említés újabb földönkívüli tevékenységről a bolygón, amikor az 1800-as évek végén egy kisebb kolónia telepedik le a massachusettsi Steveston városa közelében, ahol egy, az amishokhoz hasonló, vallási szektának álcázzák magukat "Nemzetség" néven.

##### 1908–1950
Az 1908-as tunguszkai esemény a sorozatban, mint meteor-becsapódás jelenik meg, amelynek kőzete tartalmazza a földönkívüliek vérében is jelen lévő Fekete Olajat. E köré a kráter köré épült ki később egy orosz munkatábor, ahol az orosz kormány az általuk Fekete Ráknak nevezett anyag ellenszerén kísérleteznek a foglyokon.
A második világháború kitörése után a tengelyhatalmak tudósai a földönkívüli és az emberi géntartomány egyesítésén dolgoztak. A japán 731-es alakulat (japánul: 731 部隊) kutatói Takeo Ishimaru vezetésével, illetve a náci tudós, Viktor Klemper egy 1945 áprilisában életbe lépő hadművelet, az ún. Gemkapocs-akció keretein belül az Egyesült Államokba kerültek, ahol folytathatták kutatásaikat.
1947 júliusában lezuhan egy azonosítatlan repülő tárgy Új-Mexikóban, Roswell mellett. Ezzel megkezdődnek a földönkívüli és az emberi faj keresztezésére irányuló amerikai kísérletek, amelyet a korábban az Államokba csempészett Victor Klemper segítségével indítottak el. A roswelli eset kapcsán hívtak össze egy titkos találkozót, melyen a Szovjetunió, az Amerikai Egyesült Államok, Nagy-Britannia, Franciaország, az NSZK, az NDK és Kína vett részt. Megállapodás született, hogy abban az esetben, ha egy földönkívüli túlélne egy becsapódást, akkor az őt fogva tartó országnak kell intézkednie a földönkívüli megsemmisítéséről, azaz egyik hatalom sem rendelkezhet élő földönkívüli fogollyal.
1950-ben csatlakozik William (Bill) Mulder, Fox Mulder különleges ügynök apja (Mulder biológiai apja feltételezhetően a Cigarettázó Férfi, akinek viszonya volt Bill feleségével, azonban ez nem bizonyított.) a „Projekthez”, a kormány mögött működő erősen jobboldali körök alkotta árnyékkormányhoz.

##### A Litchfield-kísérlet
A hidegháborúban a szovjetek elindították genetikai programjukat, mely keretében keresztezték legjobb tudósaikat, atlétáikat annak érdekében, hogy megalkossák a felsőbbrendű katonát. Az amerikai kormány válaszul az általuk „primitív”-nek nevezett szovjet programra 1953-ban beindította a saját klónozási projektjét. A Litchfield-programban született 8 fiú, az Ádám nevet kapta, a 8 lány pedig az Évát. Ezek a genetikailag szabályozott gyerekek 56 kromoszómával bírtak, ezenfelül 5 dupla kromoszómával (a 4-es, az 5-ös, a 12-es, a 16-os és a 22-es). A kromoszómaduplázódás további géneket hozott létre, amelyek fokozott erőt és magasabb intelligenciát (235–ös IQ) biztosítottak a gyerekeknek, azonban felerősödtek pszichotikus hajlamaik is, melynek folyamán a 16 évesen jelentkező öngyilkossági hajlam miatt a sorozat idejére már csak 3 Éva élt.

##### 1963-1966
Carl Gerhardt Busch, azaz a Cigarettás, vagy a Cigarettázó Férfi, aki később az árnyékkormány egyik legfontosabb emberévé vált, 1963-ra a hadsereg századosává válik és csatlakozik Bill Mulder mellé a Projektbe, mivel azok felismerték a benne rejlő lehetőséget. Első feladata John Fitzgerald Kennedy meggyilkolása, melyet egy távcsöves puska segítségével végre is hajtott. Hamar halad fölfele a ranglétrán, s végül öt évvel később már ő bízza meg J. Edgar Hoovert Martin Luther King meggyilkolásával.
A Gemini–8 űrhajó egyik asztronautáját, Marcus Aurelius Boltot 1966. március 16-án egy, a hajó körüli űrsétája alkalmával megszállja egy földönkívüli létforma, mely időközönként átvette a teste fölötti irányítást, és több NASA repülést és projektet szabotált, így hátráltatva az emberiség űrprogramjait, illetve az ezzel kapcsolatos technológiák kifejlesztését.

##### A megállapodás
1973. október 13-án az amerikai kormány tudomást szerzett a földönkívüliek kolonizációs terveiről, azaz, hogy kipusztítsák az egész emberiséget. A Projekt résztvevői, vagyis a Szindikátus, tárgyalásokat kezdtek az idegenekkel, hogy késleltessék az eseményeket. A létrejövő egyezség értelmében a Szindikátus tagjainak a földönkívülieknek kell adniuk egy-egy biztosítékot, azaz egy családtagot. Cserébe a gesztusért ők egy embriót bocsátanak a rendelkezésükre, hogy tökéletesíthessék a hibridizációs technológiájukat, hogy megalkothassák a félembereket. Ezt követően ő maguknak is hibridekké kell változniuk a kolonizáció megkezdése előtt. Továbbá ki kell dolgozniuk egy módszert a földönkívüli vírus, a Fekete Olaj gyors elterjesztésére. A társaság elfogadta ezeket a pontokat – hogy közben titokban kidolgozhassanak valamit a kolonisták ellen – és átadták a biztosítékokat a földönkívülieknek. A Cigarettázó Férfi feleségét, Cassandrát, míg Bill Samantha Muldert, Fox húgát nyújtja át. Bill kezdetben Foxot akarta átadni, de később meggondolta magát, azzal számolva, hogy Fox később segíthet neki a Szindikátus ellen. Az események miatt eltávolodik feleségétől, végül elválnak. Bill ötlete volt, hogy az embriót használják fel a Fekete Olaj ellenszerének kikísérletezéséhez, így megmentve az embereket a vírustól. A sikertelen tesztek és próbálkozások miatt azonban a Szindikátus két táborra oszlott, azokra, akik hittek még a kísérletek sikerében és azokra, akik szerint be kellene hódolniuk a kolonistáknak.

##### 1975-1992
Két évvel később a szovjetek klónjai megérkeztek az Amerikai Egyesült Államokba, ahol beépültek az ország egészségügyi hálózatába, hogy háború esetén belülről szabotálhassák az ellátás rendszerét.
1985-ben a Litchfield támaszpontról megszökött egyik Éva felveszi a Sally Kendrick nevet, és a Luther Központban önmaga klónjait ülteti be a mesterséges megtermékenyítésre jelentkező nők méhébe, így folytatva a Litchfield-kísérlet hibáinak kiküszöbölését.
Az 1990-es években az oroszok felfedezték a tunguzkai becsapódás kráterében fönnmaradt meteoritdarabokat, amelyekből kinyerték a földönkívüli vírust, melyet ők Fekete Ráknak neveztek el. Egy munkatábort építettek ki köré, ahol a foglyok bányászták ki az ércet, illetve őket fertőzték meg a „rákkal” az ellenszert keresvén. A Szindikátus, miután tudomást szerzett a felfedezésről, meg akarta kaparintani az érc egy kis darabját, hogy felhasználhassák a kolonisták elleni tervükhöz.
Dana Scully 1990-ben csatlakozott az FBI-hoz, egy évvel később pedig Fox Mulder (aki 1986 óta tagja az ügynökségnek), elfogta John Lee Roche-t, egy sorozatgyilkost, mellyel elismerést vív ki magának az FBI-nál, és lehetősége nyílik arra, hogy olyan esetekkel foglalkozzon, amelyekhez kedve tartja. Első lépésként pedig megnyitja húga elrablásának aktáját. Ugyanebben az évben a Cigarettázó Férfi magánháborút indított politikai személyiségek ellen, manipulált választásokat és sporteseményeket. Gorbacsov lemondásával kijelenti, hogy nincs több ellensége. Emberei figyelmeztetik Mulder ténykedésére az X-akták környékén, ő azonban megnyugtatja őket, hogy rajta tartja a szemét. Ez év karácsonyán egy idegen űrhajó zuhan le a nyugat-virginiai Dogway környékén. Az 1947-es megegyezés alapján a Szindikátusnak gondoskodnia kellett az űrlény megsemmisítéséről. Deep Throat, Mulder későbbi informátora, végez a lénnyel egy pisztollyal. Későbbi bevallása szerint ez a cselekedet vitte rá arra, hogy segítsen Muldernek, hogy kiderüljön az igazság.
Egy évvel később a Szindikátus Mulder tevékenységére válaszul információkat tart vissza tőle, hogy ne fedhesse fel az igazságot a földönkívüliek létezéséről. (Ugyanebben az évben a NICAP nevezetű UFO-s klub is kezdi figyelemmel követni Mulder munkáját a kiadásai alapján.) Végül 1992. március 7-én (a sorozat első „Sebhelyek” című részében) mellé rendelték Dana Scully ügynököt azzal a céllal, hogy tudományos nézőpontból igazolja, vagy vesse el Mulder összeesküvés-elméletekre és paranormális tevékenységekre alapozott nyomozásait, így hatékonyabban megfigyelhették Mulder ténykedéseit.

### A sorozat szinopszisa
Lásd: Az X-akták epizódjainak listája

## A zene
A sorozat főcímzenéje örvendett talán a legnagyobb népszerűségnek, így nagyon rövid időn belül kultikus szerzeménnyé, gyakorlatilag fogalommá vált. A szerzemény Mark Snow műve, eredeti címe Materia Primoris (magyarul: Az első anyag). A szerzemény a kislemezlistákon hatalmas sikert aratott már 1993-tól, míg Franciaországban, a Syndicat National de l’Édition Phonographique listáján az első helyre került.
Műfaját tekintve instrumentális zene. A füttydallamot Glynn Snow, a szerző felesége szolgáltatta, amelyet Mark Proteus szintetizátor segítségével alakított át.
Snow alkotása annyira beleivódott a köztudatba, hogy gyakran földönkívüliekkel kapcsolatos témákhoz vagy UFO-król készült felvételekhez gyakran használják zenei aláfestésként.

## Érdekességek a sorozatból
- Az 1. évad elején (4. rész) Mulder húgának neve még úgy szerepel egy aktában, mint Samantha T. Mulder. A ,,T" betű nyilván Tena akar lenni, ugyanis a sorozatban ez az édesanyjuk keresztneve. A 3. évad elején (2. rész) viszont már úgy szerepel a kislány neve egy dokumentumon, mint Samantha Ann Mulder.
- Samantha Muldert állítólag 8 évesen rabolták el, 1973. november 27-én, viszont 1964. január 22-én született, így tehát már nem 8, hanem 9 éves volt, amikor eltűnt.
- A sorozat mottója („Az igazság odaát van”) az évadok folyamán többször megváltozik egy-egy rész elején.

Ne bízz senkiben (I. évad „A lombik”)
Tagadni mindent (II. évad „Fel a csillagokba”)
Ei Aaniigoo 'Ahoot'e (navajó: Az igazság odaát van II. évad „Anasazi”)
A bocsánatkérés egy eljárás (III. évad „731”)
Minden meghal (IV. évad „Herrenvolk”)
És mégis mozog (IV. évad „Tunguzka 2.)
Higgy a hazugságban (IV. évad „Gecsemáné-kert”)
Minden hazugság az igazsághoz vezet (V. évad „Redux”)
Ellenállni vagy szolgálni (V. évad „A vörös és a fekete”)
Die wahrheit ist irgendwo da draußen(Az igazság odaát van VI. évad "Háromszög")
Nav táado gászagi za (IX. évad „4-D”)
- Az első évadban („Évák”), mikor Sally Kendrick saját magát klónozva folytatta a felsőbbrendű emberkutatásokat (Litchfield-kísérlet) a két klón szerepét eredetileg az Olsen-ikrekre akarták osztani, de az amerikai munkajogi törvények (gyermekmunka) ellehetetlenítette a szerepüket, így a kanadai Krievins ikrek kapták meg a szerepet.[33]
- A harmadik évad tizenötödik része, a Piper Maru Gillian Anderson, a Dana Scullyt játszó színész kislányáról lett elnevezve.[34]
- Chris Carter, a sorozat megálmodója, Dana Scully ügynököt Vin Scully sportriporter nevéből alkotta meg.[35]
- Az Eve6 (Éva 6) amerikai rockbanda tagjai, az ugyanebben részben szereplő Sally Kendrickről, korábbi nevén Éva 6-ról nevezték el zenekarukat.[36]
- Az első évad „A Tűz” című része számos utalást tartalmaz a Sherlock Holmes-történetekre: Phebe Green megemlíti Muldernek Sir Arthur Conan Doyle sírkövét, Scully Sherlocknak, Mulder pedig Watsonnak nevezi társát, utalva a történetek nyomozópárosára.
- Vince Gilligan forgatókönyvíró többször felhasználta a sorozat folyamán barátnője, Holly (Hartwell) Rice nevét.

Holly ügynök, szereplő (III. évad „A törtető”)
Hollyville, település (IV. évad „Papírszívecskék”)
Holly Rice, álnév (V. évad „Szokatlan gyanúsítottak”)
Hartwell seriff, szereplő (V. évad „Rossz vér”)
Rice ügynök, szereplő (V. évad „Elbújik a fényben”)
Holly, benzinkút (VI. évad „Száguldás”)
L.H. Rice, alteregó (VI. évad „Tithonus”)
Mr. Rice, szereplő (VII. évad „Éhség”)
Hartwell Kórház (VII. évad „Ezredforduló”)
Hollis Rice, szereplő (IX. évad „Az ismeretlen férfi”)
- A 2. évad 8. része Egy lélegzet: Ott azt mondják, hogy Dana az idősebb testvér, pedig igazából Melissa született előbb. Dana Scully született: 1964. február. 23. Melissa Scully: 1962-ben. Mégis Dana húgaként jelölik mindenhol (young sister), ugyanebben a részben, amikor Mulder az ágynál először találkozik Melissával: "Maga Scully húga?", egy húsvéti tojás a sorozatból. Dana először még azt mondta, hogy egy öccse és egy bátyja van (érdekes módon ezen rész nyitójelenete is ezt sugallja), ám később az derül ki, hogy egy bátyja (Bill) és egy nővére (Melissa) van.
- Mulder nem iszik, nem dohányzik. Egyetlen hóbortja a szotyizás. Az 5. évad 15. részében mégis rágyújt egy volt FBI-ügynök lakásában (bár csak annyit látni, hogy lerakja a cigit aztán jó sok füstöt fúj ki, mint egy kémény).
- Mulder másik hobbija a kosárlabda, amelyet szívesen űz nyitott és zárt térben is.
- Mulder színtévesztő. (3. évad 23. epizód Agymosógép)
- A sorozat Magyarországon 1995. szeptember 11-én indult, az M1 csatornán.[37]

## Magyar rajongói oldalak
- Magyarország legnépszerűbb X-aktákkal foglalkozó oldala